# Protonemura ermolenkoi
Protonemura ermolenkoi är en bäcksländeart som beskrevs av Zhiltzova 1982. Protonemura ermolenkoi ingår i släktet Protonemura och familjen kryssbäcksländor. Inga underarter finns listade i Catalogue of Life.